# Енг Лі
Енг Лі або Енґ Лі (англ. Ang Lee), Лі Ань (кит. 李安, пін. Lǐ Ān; нар. 23 жовтня 1954)  — тайванський кінорежисер та продюсер, режисер фільмів: «Їсти, пити, чоловік, жінка» (1994), «Розум і почуття» (1995), «Тигр підкрадається, дракон ховається» (2000) — за нього здобув премію «Оскар» за найкращий фільм іноземною мовою 2000 року, «Халк» (2003) і «Горбата гора» (2005) — за який отримав премію «Оскар» за найкращу режисерську роботу 2005 року.

## Фільмографія
|          | Я ніколи не був романтиком в реальному житті. Ось чому я повинен знімати фільми про це. |
| — Енг Лі |                                                                                         |

| Рік    | Фільм                                       | Назва англійською               | Academy Award | Academy Award | BAFTA     | BAFTA    | Golden Globe | Golden Globe |
| Рік    | Фільм                                       | Назва англійською               | Номінації     | Перемоги      | Номінації | Перемоги | Номінації    | Перемоги     |
| ------ | ------------------------------------------- | ------------------------------- | ------------- | ------------- | --------- | -------- | ------------ | ------------ |
| 1992   | Руки, які штовхають                         | Pushing Hands                   | 0             | 0             | 0         | 0        | 0            | 0            |
| 1993   | Весільний бенкет                            | The Wedding Banquet             | 1             | 0             | 0         | 0        | 1            | 0            |
| 1994   | Їсти, пити, чоловік, жінка                  | Eat Drink Man Woman             | 1             | 0             | 1         | 0        | 1            | 0            |
| 1995   | Розум і почуття                             | Sense and Sensibility           | 7             | 1             | 12        | 3        | 6            | 2            |
| 1997   | Крижаний шторм                              | The Ice Storm                   | 0             | 0             | 2         | 1        | 1            | 0            |
| 1999   | Погоня з дияволом                           | Ride with the Devil             | 0             | 0             | 0         | 0        | 0            | 0            |
| 2000   | Тигр, що підкрадається, дракон, що зачаївся | Crouching Tiger, Hidden Dragon  | 10            | 4             | 14        | 4        | 3            | 2            |
| 2002   | Прокат                                      | The Hire                        | 0             | 0             | 0         | 0        | 0            | 0            |
| 2003   | Халк                                        | Hulk                            | 0             | 0             | 0         | 0        | 0            | 0            |
| 2005   | Горбата гора                                | Brokeback Mountain              | 8             | 3             | 9         | 4        | 7            | 4            |
| 2007   | Порочний зв'язок                            | Lust, Caution                   | 0             | 0             | 2         | 0        | 1            | 0            |
| 2009   | Штурм Вудстоку                              | Taking Woodstock                | 0             | 0             | 0         | 0        | 0            | 0            |
| 2012   | Життя Пі                                    | Life of Pi                      | 0             | 0             | 0         | 0        | 0            | 0            |
| 2016   | Біллі Лінн: Довга перерва посеред бою       | Billy Lynn's Long Halftime Walk | 0             | 0             | 0         | 0        | 0            | 0            |
| 2019   | Двійник                                     | Gemini Man                      | 0             | 0             | 0         | 0        | 0            | 0            |
| Всього | Всього                                      |                                 | 27            | 8             | 40        | 12       | 20           | 8            |